# Steen Walter
Steen Walter (født 1. marts 1975 i Kalundborg) er en tidligere dansk mellem- og langdistanceløber. Han har markeret sig på distancer fra 1500 meter til Halvmarathon (21,1 km). De største resultater er opnået i cross (terrænløb), på 10000 meter og på halvmarathon. Han løb frem til 2015 for Sparta Atletik og er uddannet fysioterapeut. Tidligere trænet af Richard Hjortebjerg, Rakel Gylfadottir og Christian Madsen fra Blovstrød Løverne.

## Udvalgte resultater
- Nordisk mester på 10000 meter i tiden 29.35.33 min i 2004.
- Dansk mester i lang cross fem gange; heraf fire år i træk fra 2004 til 2007. Desuden vandt han titlen i 2009.
- Dansk mester indendørs på 1500 meter i 2006.
- Dansk mester i Halvmarathon i tiden 1:05.26 time i 2003.
- Dansk mester i kort cross i 2002.
- Vinder af DAFs Vinterturnering 2001/2002
- VIP-gæst til Henrik og Rasmus' juleløb 2020.

## Barndom
I sine unge år var Steen Walter en arbejdsom og talentfuld fodboldspiller hos Raklev Gymnastik-og Idrætsforening, hvor han bl.a. opnåede at spille på hold med den tidligere Superligaprofil, Thomas Frandsen, og spille overfor AB-profilen Kaan Metin.

## Efter den sportslige karriere
I dag er Steen Walter projektleder hos DGI Storkøbenhavn, hvor han bl.a. arbejder med udvikling af løbevents som Etape København (Webside ikke længere tilgængelig) og DAC Arkitekturløb og Run to the beat

## Udvalgte personlige rekorder
| bane     | 1500m, 3.49.09min (2004)             | 3000m, 8.09.97min (2007) | 3000m fh, 8.52.62min (2006) | 5000m, 14.12,74min (2004)        | 10000m, 29.35.33min (2004)        |                              |
| landevej | Dansk mil (7,532km), 22.04min (2004) | 10km, 29.51min (2000)    | 15km, 45.53min (2004)       | Halvmarathon, 1:05.26time (2003) | Eremitageløbet (13,3km), 39.58min | Marathon, 2:26.59time (2007) |